# Lena (Wisconsin)
Lena è un villaggio degli Stati Uniti d'America, situato in Wisconsin, nella contea di Oconto.